# BBC Arabic Television
BBC Arabic Television, conosciuto anche semplicemente come BBC Arabic, è la variante in lingua araba del canale britannico BBC World. In Italia è visibile in chiaro attraverso la flotta satellitare Hotbird, ed è presintonizzato sulla piattaforma satellitare Sky al canale 562.

## Storia
La BBC Arabic venne annunciata nell'anno 2005. Si prevedeva il suo lancio per l'autunno dell'anno 2007; il lancio, però, è stato ritardato, partendo effettivamente l'11 maggio 2008.
Nel settembre 2022, il servizio internazionale della BBC ha annunciato la proposta di chiusura del suo servizio radiofonico arabo come parte di un piano di riduzione dei costi, ma ha affermato che sarebbe rimasto un servizio online.
Venerdì 27 gennaio 2023, le trasmissioni radiofoniche della BBC Arabic si sono concluse alle 13:00 UTC. Il servizio era in onda dal 1938